# Bridgette B
Bridgette B est une actrice pornographique espagnole, née le 15 octobre 1983 à Barcelone.

## Biographie
Adolescente, Luz Abreu part aux États-Unis, dans le but d'y devenir danseuse. Elle y trouve l'opportunité de suivre des études supérieures à Université d'État de l'Ohio, à Kent. Elle est membre de l'association étudiante Chi Omega. En parallèle à ses études, elle est stripteaseuse.
Son nom de scène est inspiré de Brigitte Bardot.
Le 22 juillet 2009, Bridgette B subit une opération d'augmentation mammaire, passant d'un 90D à un 90F.

## Carrière
Bridgette B a débuté dans la pornographie en 2008 via l'agence L.A. Direct.
En 2010 Bridgette B joue les sauveteuses de la plage de Miami dans la série érotique "Beach Heat Miami", une parodie de Alerte à Malibu sur Showtime.
Jusqu'à présent, elle a tourné plus de cent films, tant pour Internet que pour des DVD, et elle continue de tourner

## Récompenses
- 2012 : AVN Award Starlette sous-estimée de l'année (Unsung Starlet of the Year)[4]
- 2018 : XBIZ Awards Meilleure scène de sexe en réalité virtuelle (Best Sex Scene — Virtual Reality) pour The Wrong House to Rob (VR Bangers)[5]

## Filmographie sélective
Films non pornographiques
- 2010 : Beach Heat: Miami (en) (série tv érotique) : Peyton Walker
- 2012 : Les Kaïra : l'américaine

Films pornographiques
- Vagtastic (2007)
- Women Seeking Women 48 (2008)
- Supermodel Slumber Party (2009)
- Girlvana 5 (2009)
- '70s Show: A XXX Parody (2009)
- Babewatch: Lifeguard on Duty (2009)
- This Ain't Cheaters XXX (2010)
- Barely Legal All Girl Slumber Party 2 (2010)
- The Big Lebowski: A XXX Parody (2010)
- This Isn't Fast Times at Ridgemont High: The XXX Parody  (2010)
- Body Heat (2010)
- This Ain't Dracula XXX (2011)
- Orgy II : The XXX championship (2012)
- Blondie Gets It In The Ass (2012)
- Busty Lesbian Sex 2 (2013)
- Gym Angels (2014)
- Asspirations (2015)
- Pussy O Plomo 1 (2016)
- Lesbian Maids 2 (2017)
- 2017 : Lesbian Adventures: Strap-On Specialist 12
- 2018 : Anal Soccer Moms 3